# Dammsee (Fürstenwerder)
Der Dammsee ist ein See im Norden des Landes Brandenburg an der Grenze zu Mecklenburg-Vorpommern.

## Gestalt
Das Gewässer ist kalkreich und ungeschichtet. Es hat eine Fläche von 1,93 km² bei einer maximalen Ausdehnung von 2,7 mal 1,1 Kilometern. Zwei von Süden in den See ragende Halbinseln gliedern es in drei Becken. Es umschließt vier Inseln, davon eine im südwestlichen, zwei im mittleren und eine im nordöstlichen Becken.

## Umgebung
Der See ist Teil eines Grundmoränengebiets.
Er liegt in der Gemeinde Nordwestuckermark mit dem Ort Fürstenwerder am Südwestufer. Am mecklenburgischen Nordufer liegen die Dörfer Hildebrandshagen und Georginenau, Ortsteile der Stadt Woldegk. Seefläche und brandenburgisches Umland gehören zum Landschaftsschutzgebiet Norduckermärkische Seenlandschaft und zum Naturpark Uckermärkische Seen, das mecklenburgische Ufer zum Naturpark Feldberger Seenlandschaft. Der See ist vorwiegend von Wiesen und Ackerland umgeben.

## Gewässernetz und Wasserhaushalt
Der Dammsee wird vom Köhntop durchflossen, einem Nebenfluss der Ucker/Uecker. Dessen zuführender Abschnitt aus dem Großen See bei Fürstenwerder ist nur 330 m lang, und der abführende Abschnitt wird bis zum Wolfshagener Haussee üblicherweise Landgraben genannt. Das brandenburgische LfU hat mithilfe von ArcEGMO für den Zufluss aus dem Großen See ein Zwanzigjahresmittel von 0,28 m³/s errechnet, für den Abfluss in den Landgraben 0,33 m³/s. Die Differenz von 0,5 m³/s kommt größtenteils aus drei kleineren offenen Zuflüssen. Nach Information des Amtes liegt der Seespiegel deutlich über dem umgebenden Grundwasser, ist der Seeboden kaum wasserdurchlässig und die Niederschlags-/Verdunstungsbilanz der Seefläche etwa ausgeglichen. 